# NLite
nLite, vLite und NTLite sind von Dino Nuhagic entwickelte Computerprogramme, mit deren Hilfe angepasste Installationsmedien von auf Windows-NT-basierenden Betriebssystemen erstellt werden können. Ziel ist es, den Installationsaufwand zu reduzieren und ein Installationsmedium zu erhalten, das sich besser an den eigenen Bedürfnissen orientiert. Dafür werden beispielsweise nicht benötigte Komponenten entfernt, Updates (Service Packs und Patches) direkt integriert und Systemeinstellungen auf dem Installationsdatenträger gespeichert.

## Unterstützte Betriebssysteme
- nLite
  - Windows 2000 (Professional, Server, Advanced Server)
  - Windows XP (Professional, Home, N, Media Center, Tablet PC, x64)
  - Windows Server 2003 (Standard, Web, Enterprise, x64, R2)
- vLite
  - Windows Vista
  - Windows Server 2008
  - Windows 7 Beta
- NTLite
  - Windows 7
  - Windows 8 bzw. 8.1
  - Windows 10
  - Windows 11

Ab Windows Vista waren 32- und 64-Bit-x86-Versionen Standard, sodass auch vLite und NTLite diese unterstützt. Aber auch bereits nLite unterstützte Windows XP Professional x64 Edition und die 64-Bit-Versionen von Windows Server 2003.

## Funktionen
Die wichtigste Funktion beider Programme ist das Entfernen von Programmen wie etwa Outlook Express, MSN oder von alten Treibern sowie Sprachen, so dass diese erst gar nicht mit installiert werden. Dadurch wird Platz auf der CD gespart und die Installation geht auch schneller vonstatten. Um zu verhindern, dass versehentlich wichtige Systemkomponenten entfernt werden, kann man vorher in einem Dialog markieren, welche Funktionen man unbedingt benötigt. Kritische Komponenten sind rot eingefärbt.
Andere wichtige Funktionen sind die vielen voreinstellbaren Registry-Tweaks (z. B. dass keine Ballon-Tipps mehr angezeigt werden).
Zum Abschluss lässt sich eine bootfähige ISO-Datei erstellen oder direkt eine Installations-CD/DVD brennen.

### Besonderheiten von nLite
nLite beherrscht außerdem die Integration der Windows-XP-Service-Packs sowie Hotfixes mit der Slipstreaming-Methode.
Wenn man alle Komponenten entfernt, die momentan entfernt werden können, beträgt die minimale Abbildgröße einer Windows-XP-Installations-CD (inklusive SP2 und allen Hotfixes) etwa 100 MB. Ein guter Standardwert für die Größe der CD beträgt um die 200 bis 250 MB, diese erreicht man ohne Integration zusätzlicher Programme und Treiber. Eine CD dieser Größe führt frisch installiert ohne Auslagerungsdateien zu einer Betriebssystemgröße von etwa 500 bis 700 MB auf der Festplatte. Einmal entfernte Komponenten lassen sich allerdings nicht mehr von der so erzeugten CD nachträglich installieren.
nLite bietet neben dem Entfernen von Windowskomponenten und Treibern auch die Möglichkeit, bestimmte Treiber zu integrieren. Dies ist beispielsweise bei Treibern für SATA oder RAID-Controller nützlich, da man sich so das Erstellen einer ansonsten notwendigen Treiberdiskette erspart. Speziell bei Notebooks, die über einen SATA-Controller verfügen, ist somit auch das Installieren von Windows XP ohne Diskettenlaufwerk möglich. Treiber, die unter Windows installiert werden müssen, können wahlweise mit auf die CD kopiert und nach Abschluss des Windows-Setups installiert werden.

### Besonderheiten von vLite
Ab Version 1.16 beherrscht auch vLite die Integration des Service Pack 1 in eine Vista-DVD, auch wenn diese Methode seitens Microsoft nicht vor dem Service Pack 2 empfohlen wird. Allerdings gibt es noch einige Einschränkungen: Die Integration schlägt fehl, wenn Komponenten entfernt wurden. Komponenten können allerdings entfernt werden, wenn man eine DVD mit bereits zuvor integriertem SP1 verwendet.

### NTLite
Als Nachfolger von nLite und vLite gilt das ebenfalls von Dino Nuhagic entwickelte NTLite, das jedoch nun kommerzielle Software ist. Nach einer Alpha-Version vom 18. September 2014 wurde schließlich am 6. November 2015 die stabile Version 1.0 für Windows 7 veröffentlicht. NTLite nutzt die WIM-Datei des Installationsmediums und überlässt dem Benutzer die Entscheidung, welche Treiber und Anwendungen installiert werden sollen. Auch kann die WIM-Datei angepasst werden, um z. B. Anwendungen, Treiber, Sprachpakete, Einzel-Updates und Service Packs direkt einzubinden.
NTLite gibt es in einer kostenlosen, aber eingeschränkten freien Version für Privatanwender, die kommerziellen und kostenpflichtigen Versionen sind als die Editionen Home, Professional und Business erhältlich. Die aktuelle Version unterstützt Windows 7, 8/8.1, 10 und 11.

## Alternativen
Alternativen zu allen Versionen, also nLite, vLite und NTLite, stellen prinzipiell alle verfügbaren Programme zum Slipstreaming dar. Seit Windows Vista ist auch das Windows Imaging Format Archive (WIM) als bordeigenes Werkzeug im Betriebssystem selbst vorhanden, der Funktionsumfang ist jedoch ein ganz anderer.

### nLite
- nLite-Website
- Win-Lite.de (Deutscher nLite-Support)
- Bericht auf der Internetseite von PC Magazin  berichtet.
- Karsten Violka: Freeware-Tool für maßgeschneiderte Windows-Installations-CDs. In: Heise online. 3. Juli 2006.

### vLite
- vLite-Website
- Win-Lite.de (Deutscher vLite-Support)
- Lars Heßling: Vista, pronto! – Windows-Setup mit vLite entschlacken und beschleunigen. In: c’t. Band 2007, Nr. 16. Verlag Heinz Heise, 23. Juli 2007, S. 188 f. (Artikel-Archiv c’t 16/2007, Seite 188, kostenpflichtig [PDF; 143 kB]).

### NTLite
- Bericht auf der Internetseite von Chip
- Bericht auf der Internetseite von PC-Welt